# Rožďalovice
Rožďalovice è una città della Repubblica Ceca facente parte del distretto di Nymburk, in Boemia Centrale.